# Pimelodus atrobrunneus
Pimelodus atrobrunneus är en fiskart som beskrevs av Vidal och Lucena, 1999. Pimelodus atrobrunneus ingår i släktet Pimelodus och familjen Pimelodidae. Inga underarter finns listade i Catalogue of Life.